# Cassida ferruginea
Cassida ferruginea is een keversoort uit de familie bladkevers (Chrysomelidae). De wetenschappelijke naam van de soort werd in 1777 gepubliceerd door Johann August Ephraim Goeze.